# Bewapeningswerkplaatsen
Bewapeningswerkplaatsen (BW) was een in Den Helder gevestigd onderhoudsbedrijf van de Nederlandse Koninklijke Marine. Het was belast met de instandhouding van de wapens en wapensystemen. Dit varieerde van kleine handvuurwapens en kanonnen tot raketsystemen als Sea Sparrow en volledige geavanceerde wapensystemen zoals de Goalkeeper.
Bewapeningswerkplaatsen hield in 1996 als zelfstandig marine-onderhoudsbedrijf op te bestaan en ging met het Helderse deel van het MEOB op in het SEWACO-bedrijf, dat in 2002 opging in het Marinebedrijf.